# Noughaval (Clare)

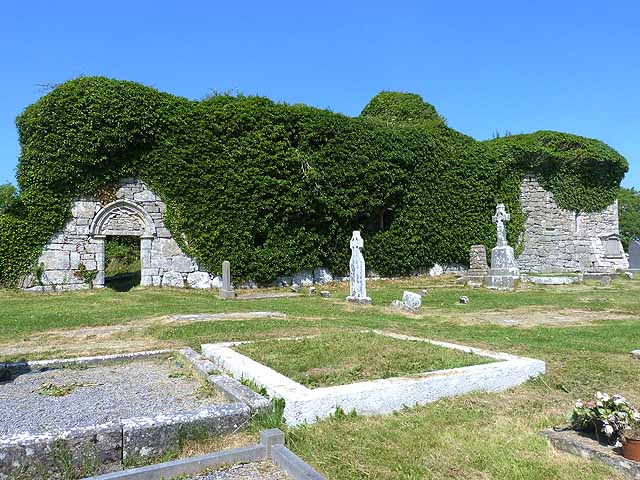
Ruine der mittelalterlichen Klosterkirche

Noughaval (gespr. Nohoval; irisch Nuachabháil, auch Nuachongbháil, „neue (klösterl.) Siedlung“) ist ein Townland im Burren im County Clare in Irland.

## Klosteranlage
Noughaval war der Sitz eines frühchristlichen Klosters, von dem eine Kirchenruine erhalten ist. Das Alter des Mauerwerks wurde von Thomas Johnson Westropp (1860–1922) auf das 10. Jahrhundert geschätzt. Der Chorbogen und die Fenster belegen eine bauliche Erweiterung im 12. Jahrhundert, bei der ein Chor hinzukam. Einige weitere Ergänzungen der Kirche lassen sich dem Spätmittelalter zuordnen. Nahe der Kirche steht die 6 × 4 m messende, steingedeckte Kapelle der Familie O’Davoren, die 1725 von James O’Davoren aus Lisdoonvarna errichtet wurde. Auf den Friedhof steht ein verwittertes Keltenkreuz unbekannten Datums. Ebenfalls befindet sich hier der 3,5 m hohe Stumpf des unter dem Namen Killinaboy bekannten Rundturms. Die Steinsäule vor dem Portal der Abteiruine soll ein altes Marktkreuz sein. An der Heiligen Quelle Tobar Mo Ghua wurde gebetet. Ihr originaler Name ist Tobar Mhic Duach (St. Mac Duagh’s Well). In dem Townland liegen auch die Überreste des so genannten „Carntemple“, eines Oratoriums.

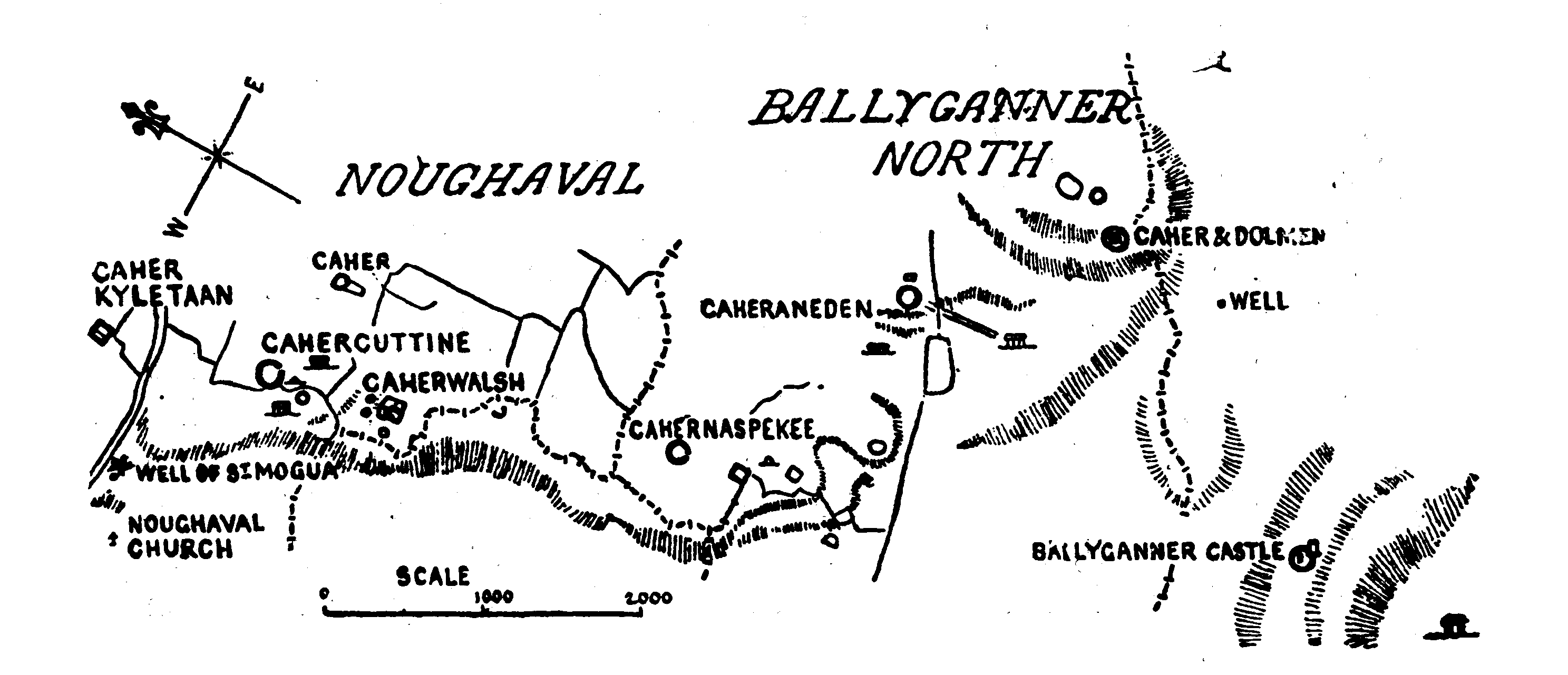
Karte mit den archäologischen Fundstätten in Noughaval und dem benachbarten Townland Ballyganner North von Thomas J. Westropp

Cahercutteen (Cathair Choitín) liegt einige hundert Meter ostwärts von Noughaval und ist ein gutes Beispiel für ein frühes Dun mit sehr dicken Mauern. In der Nähe liegen die, was ihren Grundriss betrifft sehr seltenen, viereckigen Duns Caherkiltaan und Caherwalsh. Caherwalsh ist nahezu quadratisch (49,5 m × 47,5 m)
Der Cairn von Poulawack (deutsch Cairn der Höhle des Winkels) liegt in der Nähe in unübersichtlichem Gelände, westlich der R480 (Straße) von Leameneh nach Ballyvaughan.

## Ballyganner
Südlich von Noughaval liegen in den Townlands Ballyganner (Baile Uí Dhanair) South und North mehrere Megalithanlagen.
Am nächsten liegt das Court Tomb von Ballyganner North. Diese Anlagenart konzentriert sich auf den Nordteil Irlands (310 Stück). Südlich einer Linie Westport – Dundalk sind weniger als zehn nachgewiesen. Der südliche Ausreißer bei Ballyganner North besitzt eine mehr als vier Meter lange Galerie, die durch hohe seitliche Pfosten in zwei Kammern segmentiert wird. Am nördlichen Ende der trapezoiden Anlage liegt ein enger Hof. 
Die Ballyganner South ist ein Wedge Tomb. Es hatte eine sehr große Deckenplatte. Der heute gespaltene Stein maß ursprünglich etwa fünf mal drei Meter. Im gleichen Townland gibt es zwei weitere Wedge Tombs.